# Owasco Inlet
Owasco Inlet – rzeka w Stanach Zjednoczonych, w stanie Nowy Jork, w hrabstwie Cayuga. Długość cieku nie została określona, natomiast powierzchnia zlewni wynosi 300 km². Rzeka zaczyna swój bieg w bagnach, na północ od Freeville, a kończy – w jeziorze Owasco, w miejscowości Venice.